# Ferdinandusa dissimiliflora
Ferdinandusa dissimiliflora là một loài thực vật có hoa trong họ Thiến thảo. Loài này được (Mutis ex Humb.) Standl. mô tả khoa học đầu tiên năm 1930.